# Hrvatska na MI 2009.
Hrvatska se je natjecala na Sredozemnim igrama koje su se održale u Pescari u Italiji od 25. lipnja do 5. srpnja 2009. godine. Ovo je bilo peto uzastopno samostalno sudjelovanje Republike Hrvatske na Mediteranskim igrama, 15. ukupno.
Po broju osvojenih odličja Hrvatska je bila na 11. mjestu. Za Hrvatsku je nastupalo ... natjecatelja.